# 의겸등필 수월관음도
의겸등필 수월관음도(義謙等筆 水月觀音圖)는 다양한 모습으로 중생 앞에 나타나 중생의 고통을 없애주고, 안락의 세계로 이끌어 주는 자비를 상징하는 관음보살을 묘사한 그림 가운데 하나로, 조선 영조 6년(1730년)에 제작된 것이다. 1994년 7월 29일 대한민국의 보물 제1204호로 지정되었다.

## 개요
관음은 여러 모습으로 중생 앞에 나타나 고난에서 안락의 세계로 이끌어 주는 자비를 상징하는 보살로 수월관음도에는 그가 사는 정토의 모습이 잘 나타나 있다.
이 그림은 크기가 가로 105.5cm, 세로 143.7cm로, 머리에 크고 높은 보관을 쓴 관음의 얼굴과 이목구비가 둥글고 예쁘게 묘사되어 화면 중앙을 가득히 채우고 있다. 건장한 신체로 벌어진 어깨와 넓고 큰 하체를 가지고 있다. 옷은 녹색과 붉은색이 서로 대비를 이루고 있으나 약간 색이 바래져 보인다. 관음의 오른쪽 바위 위에는 버들가지가 꽂힌 화병이 있고 왼쪽에는 한 쌍의 대나무가 있는데 이것들은 고려시대 그림과 유사한 구도이다. 고려와 비교할 때 이런 배치구도는 비슷하지만 정면을 바라보고 있는 관음의 모습과 옷의 색깔, 바위의 형태 등은 많이 달라진 모습으로 조선시대 특징을 엿볼 수 있다.
영조 6년(1730)에 18세기 최고의 승려화가인 의겸이 그린 이 수월관음도는 당대 최고의 작품이며, 특히 고려 때에는 수월관음도가 많이 그려졌으나 조선시대에는 찾아보기 힘든 매우 귀한 것으로 회화사 연구에 귀중한 자료가 되고 있다.

## 수월관음도
관음보살에 대해 언급하고 있는 대표적인 경전으로는 《묘법연화경(妙法蓮華經)》의 관세음보살보문품(觀世音菩薩普門品)과 《화엄경(華嚴經)》의 입법계품(入法界品)을 들 수 있는데, 여기에 의하면 관음보살은 남쪽의 보타락가산(補陀洛迦山)에 거주하면서 중생을 제도하고 있으며, 그곳에는 온갖 보배와 꽃과 과일이 풍부하고, 바다를 접하고 있다고 한다. 입법계품에는 선재동자(善財童子)가 찾아다니는 선지식(善知識)의 하나로 관음보살이 설해지고 있는데, 이러한 장면을 도설(圖說)하고 있는 것이 바로 수월관음도이다.
수월관음도는 고려불화(高麗佛畵)의 주요 도상(圖像)으로 채택되어 많은 사례를 남기고 있으나 조선시대에는 흔하게 접할 수 없는 불화 가운데 하나이다.

## 특징
이 수월관음도는 관음상이 화면 가득히 그려지고 있으며, 상호는 둥글고 이목구비가 예쁘게 묘사되고 있다. 얼굴은 전방을 주시하고 있는 정면관을 취하고 있는데, 고려시대의 수월관음도가 하단을 지극이 내려다보고 있는 점과 차이를 보여주고 있다.
보관은 높고 큼직하며, 화려한 얼굴이나 신체는 건장하여 어깨가 벌어지고 넓고 큰 하체를 지니고 있으며, 유희좌(遊戱座)의 형태를 취한 모습으로 그려지고 있다. 고려시대의 수월관음이 후덕한 어머니의 모습으로 그려지는데 반하여 이 그림의 수월관음은 예쁜 여인네의 모습으로 표현되고 있음이 눈에 띈다.
관음의 오른쪽 화면에 버들가지를 꽂은 정병(淨甁)을 바위 위에 그려 넣고 있으며, 왼쪽 화면에 쌍죽(雙竹)이 솟아있는 형태의 묘사는 고려시대의 형식을 계승하고 있으나 관음을 향하고 있는 동자상이 화면의 좌측 구석에 배치되는 것이 아니라 수월관음의 복부 오른쪽에 있는 정병의 바로 하단에 묘사되고 있음은 고려불화의 일반적인 경향과 차이를 보이고 있다.
수월관음의 광배는 두광과 신광을 두루 갖추고 있는데, 두광은 마치 대보름 달과 같은 원형으로 그려지고, 채색은 밝은 녹색으로 되어 있어, 화면에서 돋보이도록 처리되고 있다. 신광 또한 원형으로 그려져 있으나 배경색과 동일하게 채색되어 있으며, 테두리에만 백색의 선으로 경계를 표현하고 있어 배경이 되는 산수와의 조화를 도모하고 있다.
천의(天衣)의 색채는 녹색과 홍색을 주조색으로 사용하면서도 상호 대비효과를 보여주고 있으나 현재의 색채는 다소 퇴색되어 있다.
이 그림은 영조 6년(1730)에 당대 최고의 승려 화가로 일컬어지는 의겸에 의해 제작되었는데, 이외에도 숙종 29년(1703)에 제작된 경남 고성의 운흥사(雲興寺) 수월관음도, 경종 2년(1723)에 제작된 전남 여수의 흥국사(興國寺) 원통전 관음보살도가 의겸이 제작한 것으로 서로 비교하여 참고할 수 있다.
이들 세 점의 작품은 수월관음도의 형식을 취하면서 관음의 상호가 모두 예쁘게 묘사되고 있는 등 매우 흡사한 점을 보여주면서도 정병의 위치, 암좌에 표현된 대나무 그리고 동자 등의 인물 배치에서 서로 다른 점을 보여주고 있어 주목된다.이는 의겸이 불화를 제작함에 있어 동일한 초본을 바탕으로 본을 뜬 이후에 채색을 입히는 불화의 일반적인 제작방법을 취하지 아니하였거나, 또는 동일한 주제의 불화라 할지라도 똑같은 형태로 제작하기를 꺼려했던 때문이 아닌가 한다. 이는 결국 의겸이 필력이 뛰어난 화승(畵僧)이었음을 보여주는 점이다.
의겸은 18세기 전반 전라지역을 중심으로 경상남도 일부지역에서도 크게 활약했던 화승으로 30여점의 많은 작품을 오늘에 전하고 있다. 한편 그의 화풍은 채인(彩仁)ㆍ긍척(亘陟) 등에게 전하여 계승되었다.
이 수월관음도는 고려시대 수월관음도를 계승하면서도 정면을 향하고 있는 수월관음의 형태, 천의의 색채, 정병이나 쌍죽 그리고 암좌의 형태 등에서 색다른 조선시대 수월관음도의 특징을 보여주고 있으며, 당대의 최고 승려 화가 의겸이 그린 3점의 수월관음도 중 하나이면서도 형태를 달리하여 제작되고 있다는 점에서 그 가치가 높다고 평가받고 있다.

## 같이 보기
- 수월관음도
- 관음보살

## 참고 자료
- 의겸등필 수월관음도 - 국가유산청 국가유산포털

 본 문서에는 서울특별시에서 지식공유 프로젝트를 통해 퍼블릭 도메인으로 공개한 저작물을 기초로 작성된 내용이 포함되어 있습니다.